# USA:s herrlandslag i fotboll
USA:s herrlandslag i fotboll

## Historik
USA:s fotbollsförbund bildades 1913 och är medlem av Fifa och Concacaf. USA spelade en första inofficiell match 28 november 1885 i New Jersey och föll mot Kanada med 0–1.

### VM
USA:s herrlandslag har deltagit i tio VM-slutspel.
- 1930 - Semifinal, delat brons med Jugoslavien
- 1934 - Första omgången
- 1938 - Drog sig ur
- 1950 - Första omgången
- 1954 - 1986 - Kvalade inte in
- 1990 - Första omgången
- 1994 - Åttondelsfinal (0–1 Brasilien)
- 1998 - Första omgången
- 2002 - Kvartsfinal (0–1 Tyskland)
- 2006 - Första omgången
- 2010 - Åttondelsfinal (1–2 e.fl Ghana)
- 2014 - Åttondelsfinal (1–2 e.fl Belgien)
- 2018 - Kvalade inte in
- 2022 - Åttondelsfinal (1–3 Nederländerna)

USA tog sig vidare från första omgången i VM i Uruguay 1930 efter segrar mot Belgien och Paraguay med vardera 3–0. I andra omgången föll man mot Argentina med 1–6. Någon match om tredje plats spelades inte. 
Det skulle gå 40 år innan man återigen kvalade in till VM-slutspelet i Italien 1990. Lyckan var dock kortvarig och USA åkte ut i första omgången. Detta bl.a. efter inledande förlust mot Italien med 0–1. Anmärkningsvärt var att USA förlorade premiären med hela 1–5 mot Tjeckoslovakien. I sista matchen lyckades man äntligen göra mål, men förlorade med uddamålet 1–2 mot Österrike. USA kom näst sist i turneringen. 
Fyra år senare stod landet värd för VM. Laget slutade trea i gruppspelet efter Rumänien och Schweiz. I åttondelsfinalen mötte man Brasilien vilka vann med 1–0. Lagets stora stjärna var Mannen med bockskägget Alexi Lalas. Vid nästkommande världsmästerskap 1998 i Frankrike slutade USA sist i sin grupp med noll tagna poäng. Laget mötte i gruppspelet Iran, en match som symboliserade en vänskaplig kamp mellan de två staternas politiskt kyliga relation. Iran vann mötet med 2–1. 
USA överraskade i VM i Japan och Sydkorea 2002 efter inledande 3–2 över Portugal. Efter att ha slutat tvåa i gruppspelet gick man vidare till åttondelsfinal. Där slog man ut rivalen Mexiko med 2–0. Blivande finalisterna Tyskland blev dock i kvartsfinalen för svåra och vann med 1–0.
I VM i Tyskland 2006 startade USA med en 0–3-förlust mot Tjeckien. I nästa match mot blivande världsmästarna Italien lyckades man klara 1–1 efter att Italien gjort ett självmål. Anmärkningsvärt var att tre spelare utvisades under denna match, två amerikanska och en italiensk. I sista matchen mot Ghana förlorade man med 1–2, och med en poäng tagen slutade laget sist i Grupp E.
Sydafrika 2010, slutade med en överraskande gruppseger. Efter två oavgjorda matcher mot England och Slovenien togs en seger mot Algeriet, vilket räckte till en förstaplats i gruppen före England på fler gjorda mål. I åttondelsfinalen fick man ge sig mot Ghana som till slut vann med 1–2 efter förlängning.
Vid VM 2014 i Brasilien slutade man som tvåa i gruppen, vilken Tyskland vann. USA vann den inledande matchen mot Ghana , i den andra matchen spelade man oavgjort mot Portugal. I den sista matchen förlorade USA mot blivande världsmästarna Tyskland. Resultaten i gruppen räckte till andra plats på bättre målskillnad mot Portugal. I åttondelsfinalen fick man ge sig mot Belgien efter mållös match vid full tid, slutade matchen 1–2 efter förlängning.
Inför VM 2018 i Ryssland misslyckades man med att kvalificera sig för första gången sedan 1986. Många supportrar tog förlusten hårt.
Inför VM 2022 i Qatar lyckades man återigen kvala in.

### Concacaf Gold Cup
- 1963 - Deltog ej
- 1965 - Deltog ej
- 1967 - Deltog ej
- 1969 - Kvalade inte in
- 1971 - Deltog ej
- 1973 - Kvalade inte in
- 1977 - Kvalade inte in
- 1981 - Kvalade inte in
- 1985 - Första omgången
- 1989 - 2:a plats
- 1991 - 1:a plats
- 1993 - 2:a plats
- 1996 - 3:e plats
- 1998 - 2:a plats
- 2000 - Andra omgången
- 2002 - 1:a plats
- 2003 - 3:e plats
- 2005 - 1:a plats
- 2007 - 1:a plats
- 2009 - 2:a plats
- 2011 - 2:a plats
- 2013 - 1:a plats
- 2015 - 4:e plats
- 2017 - 1:a plats

USA:s stora fördel är att man fått spela samtliga Gold Cup på hemmaplan.
1991 tog man guld på straffsparkar efter ett mållöst möte med Honduras. 2002 besegrades Costa Rica med 2–0. 2005 blev det ett nytt mållöst möte i finalen, denna gång mot Panama, men USA vann på straffsparkar. Båda finalförlusterna hittills är mot Mexiko (1993 och 1998).

### Nordamerikanska mästerskapet
- 1947 - 3:e plats (sist)
- 1949 - 2:a plats
- 1990 - 3:e plats (sist)
- 1991 - 2:a plats

### Copa América
- 1916 till 1991 - CONCACAF bjöds inte in
- 1993 - Första omgången
- 1995 - 4:e plats
- 1997 till 2004 - Avstod
- 2007 - Första omgången
- 2011 och 2015 - Avstod
- 2016 - 4:e plats

USA skrällde rejält i Copa América 1995 i Uruguay när man i första omgången besegrade Chile (2–1) och Argentina (3–0). I andra omgången slogs Mexiko ut efter straffsparkar. I semifinalen blev Brasilien för svåra och matchen slutade 0–1. Colombia vann match om tredje pris.

### Fifa Confederations Cup
- 1992 - 3:e plats
- 1995 - Deltog ej
- 1997 - Deltog ej
- 1999 - 3:e plats
- 2001 - Deltog ej
- 2003 - Första omgången
- 2005 - Deltog ej
- 2009 - 2:a plats
- 2013 - Deltog ej
- 2017 - Deltog ej

## Nuvarande trupp
Följande spelare var uttagna till Världsmästerskapet i fotboll 2022.
| Nr | Pos. | Namn                   | Födelsedatum (ålder) | Matcher | Mål |           | Klubb                    |
| -- | ---- | ---------------------- | -------------------- | ------- | --- | --------- | ------------------------ |
| 1  | MV   | Matt Turner            | 24 juni 1994         | 21      | 0   | England   | Nottingham Forest        |
| 12 | MV   | Ethan Horvath          | 9 juni 1995          | 8       | 0   | England   | Luton Town               |
| 25 | MV   | Sean Johnson           | 31 maj 1989          | 10      | 0   | USA       | New York City FC         |
|    |      |                        |                      |         |     |           |                          |
| 2  | F    | Sergiño Dest           | 3 november 2000      | 20      | 2   | Italien   | AC Milan                 |
| 3  | F    | Walker Zimmerman       | 19 maj 1993          | 34      | 3   | USA       | Nashville SC             |
| 5  | F    | Antonee Robinson       | 8 augusti 1997       | 30      | 2   | England   | Fulham                   |
| 13 | F    | Tim Ream               | 5 oktober 1987       | 47      | 1   | England   | Fulham                   |
| 15 | F    | Aaron Long             | 12 oktober 1992      | 29      | 3   | USA       | New York Red Bulls       |
| 18 | F    | Shaq Moore             | 2 november 1996      | 15      | 1   | USA       | Nashville SC             |
| 20 | F    | Cameron Carter-Vickers | 31 december 1997     | 11      | 0   | Skottland | Celtic                   |
| 22 | F    | DeAndre Yedlin         | 9 juli 1993          | 76      | 0   | USA       | Inter Miami              |
| 26 | F    | Joe Scally             | 31 december 2002     | 3       | 0   | Tyskland  | Borussia Mönchengladbach |
|    |      |                        |                      |         |     |           |                          |
| 4  | MF   | Tyler Adams            | 14 februari 1999     | 33      | 1   | England   | Leeds United             |
| 6  | MF   | Yunus Musah            | 29 november 2002     | 20      | 0   | Spanien   | Valencia                 |
| 8  | MF   | Weston McKennie        | 28 augusti 1998      | 38      | 9   | Italien   | Juventus                 |
| 11 | MF   | Brenden Aaronson       | 22 oktober 2000      | 25      | 6   | England   | Leeds United             |
| 14 | MF   | Luca de la Torre       | 23 maj 1998          | 12      | 0   | Spanien   | Celta Vigo               |
| 17 | MF   | Cristian Roldan        | 3 juni 1995          | 32      | 0   | USA       | Seattle Sounders FC      |
| 23 | MF   | Kellyn Acosta          | 24 juli 1995         | 54      | 2   | USA       | Los Angeles FC           |
|    |      |                        |                      |         |     |           |                          |
| 7  | A    | Giovanni Reyna         | 13 november 2002     | 14      | 4   | Tyskland  | Borussia Dortmund        |
| 9  | A    | Jesús Ferreira         | 24 december 2000     | 15      | 7   | USA       | FC Dallas                |
| 10 | A    | Christian Pulisic      | 18 september 1998    | 53      | 21  | England   | Chelsea                  |
| 16 | A    | Jordan Morris          | 26 oktober 1994      | 50      | 11  | USA       | Seattle Sounders FC      |
| 19 | A    | Haji Wright            | 27 mars 1998         | 4       | 1   | Turkiet   | Antalyaspor              |
| 21 | A    | Timothy Weah           | 22 februari 2000     | 26      | 4   | Frankrike | Lille                    |
| 24 | A    | Josh Sargent           | 20 februari 2000     | 21      | 5   | England   | Norwich City             |